# Бухалница (Јаши)
Бухалница (рум. Buhalnița) насеље је у Румунији у округу Јаши у општини Чепленица. Oпштина се налази на надморској висини од 184 m.

## Становништво
Према подацима из 2002. године у насељу је живело 1714 становника, од којих су сви румунске националности.